# Ursula Pasterk

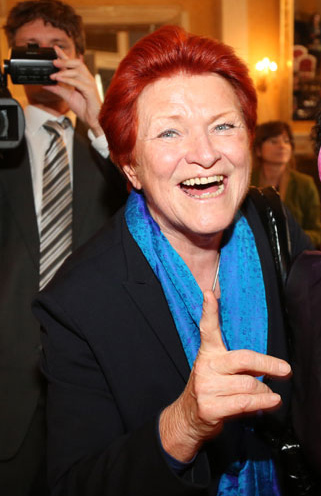
Ursula Pasterk (2013)

Ursula Pasterk (* 23. Juni 1944 in Oberschlierbach, Oberösterreich) ist eine österreichische Politikerin (SPÖ) und Kulturmanagerin in Ruhe. Pasterk war von 1987 bis 1996 Amtsführende Stadträtin für Kultur in Wien.

## Studium und Beruf
Pasterk absolvierte ein Studium an der philosophischen Fakultät der Universität Wien, das Elemente aus Philosophie, Psychologie, Pädagogik, Germanistik und Geschichte umfasste, dissertierte über den Philosophen Ernst Bloch und schloss 1970 mit der Promotion ab.
Sie arbeitete dann als freie Mitarbeiterin beim ORF und ab 1970 als angestellte Journalistin, seit 1972 beim Nachrichtenmagazin profil, das ab Oktober 1972 14-täglich erschien und seit Jänner 1974 wöchentlich publiziert wird. Dort geriet sie in Auseinandersetzungen mit Herausgeber Oscar Bronner: Innerredaktionell begehrt eine feministisch inspirierte Frauengruppe um Trautl Brandstaller, Ursula Pasterk und Sigrid Löffler auf. Sie wehrte sich gegen  ihrer Meinung nach zu exzessives Umschreiben ihrer Texte durch die Chefredaktion. Hans Rauscher, Peter Michael Lingens und Helmut Gansterer erinnerten 2007 an die Zeit, als sich das Nachrichtenmagazin auf dem Markt bewähren musste, und an die intellektuelle und stilistische Brillanz, welche die „Kultur-Damen“ wie Ursula Pasterk und Sigrid Löffler einbrachten.
Als der auf Grund seiner Tätigkeit im Fernsehen des ORF in ganz Österreich bekannte Helmut Zilk 1979 von Bürgermeister Leopold Gratz das Amt des Kulturstadtrats übertragen bekam, holte er Pasterk als Beraterin in sein Büro. Auch als Zilk 1983 Unterrichtsminister wurde, arbeitete Pasterk für ihn.

## Intendantin bzw. Präsidentin der Wiener Festwochen
Nachdem Zilk am 10. September 1984 in der Nachfolge von Gratz zum Wiener Bürgermeister gewählt worden war, übertrug er Pasterk noch im gleichen Jahr die Intendanz der Wiener Festwochen. 1987–1991 fungierte sie als Festwochenpräsidentin, führte aber bis 1991 die Intendanz ehrenamtlich weiter. Für die weitere Dauer ihrer Stadtratsfunktion war sie dann als Intendantin karenziert. Nach ihrem Ausscheiden aus dem Stadtsenat Ende 1996 verzichtete sie Anfang 1997 auf die Fortsetzung des bis 2001 laufenden Intendantenvertrages und auf einen Großteil ihrer finanziellen Ansprüche aus diesem Vertrag.

## Kulturstadträtin
Am 9. Dezember 1987 wurde sie im Rahmen der Landesregierung und des Stadtsenats Zilk II vom Wiener Gemeinderat zur amtsführenden Stadträtin für Kultur gewählt. In ihrer Amtszeit als Stadträtin ermöglichte Pasterk 1988 die von Claudio Abbado vorgeschlagene Gründung des Festivals „Wien modern“, die 1992 erfolgte Einrichtung der Kunsthalle Wien und die Erweiterung des von der städtischen Kulturabteilung veranstalteten Wiener Musiksommers. Unter den von ihr bzw. unter ihrer Mitwirkung Ausgezeichneten befanden sich Wolfgang Ambros, Leon Askin, Manfred Deix, Kirsten Dene, Elfriede Jelinek, Otto Schenk, Margarete Schütte-Lihotzky und Ulrich Weinzierl.
1987 / 1988 fungierte Klaus Albrecht Schröder, seit 1999 Leiter der Albertina, als Büroleiter der neuen Stadträtin. Von 1992 bis zum Ende ihrer Stadtratstätigkeit war Gerald Matt, 1996 von ihr zum Direktor der Kunsthalle Wien berufen, persönlicher Berater Pasterks. In ihrer gesamten Stadtratstätigkeit war Martin Gabriel (Presse- und Informationsdienst der Stadt Wien) ihr Pressereferent.
Pasterk bezeichnete ihr Amt 1994 als Ideologieressort, – eine noch mehr als zehn Jahre später als Denkanstoß fungierende Definition. Sie verwies auf die weltanschaulich begründete Handlungsweise der Politik, wie sie im Roten Wien der Zwischenkriegszeit selbstverständlich gewesen war, aber in Zeiten der Entpolitisierung auch in ihrer eigenen Partei nicht mehr gern ausgesprochen wurde.
Vor der Nationalratswahl 1995 warben die Wiener Freiheitlichen mit Plakaten, auf denen „Lieben Sie Scholten, Jelinek, Häupl, Peymann, Pasterk… oder Kunst und Kultur?“ Freiheit der Kunst statt sozialistischer Staatskünstler zu lesen war.
Pasterk behielt ihr Ressort im Stadtsenat Zilk III und unter seinem Nachfolger im Stadtsenat Häupl I. Als die SPÖ bei der Gemeinderatswahl 1996 die absolute Mehrheit verlor und eine Koalition mit der ÖVP bildete, musste Pasterk, wie von Bürgermeister Michael Häupl schon vorher (nicht mit Pasterk) abgesprochen, ihr Amt am 27. November 1996 an Peter Marboe (ÖVP) abgeben.

## Politische Kommentare
Der damals wieder oppositionelle ÖVP-Gemeinderat Andreas Salcher merkte 2001 zum Amtsübergang an Marboe an:
… die Frau Pasterk, es damals nicht der Mühe wert gefunden hat, dem Stadtrat Marboe ihr Büro zu übergeben. Das war ein leeres Büro und das war ein Stil, der nicht unbedingt für sich gesprochen hat.
2005 erklärte der sozialdemokratische Abgeordnete Ernst Woller, damals bereits 18 Jahre lang Mitglied des Kulturausschusses des Gemeinderats, in einem mehreren Kulturstadträten gewidmeten Resumé:
Ursula Pasterk hat in ihren 10 Jahren das Kulturbudget verdoppelt. Das ist deshalb so leicht zu merken gewesen, weil es von 1 Milliarde EUR auf 2 Milliarden EUR in 10 Jahren erhöht worden ist. Ursula Pasterk hatte wahrlich Ecken und Kanten und sie hat sehr, sehr viel Neues geschaffen. Sie hat die Kunsthalle neu geschaffen, sie hat die Neupositionierung der Viennale und der Festwochen durchgeführt, sie hat eine Hinwendung zur zeitgenössischen Kunst durchgesetzt in dieser Stadt und sie hat einen Boom der freien Szene ausgelöst, wo damals die Förderungsmittel, ich weiß sie auch nur nach den Schillingbeträgen, von 7 Millionen ATS auf 70 Millionen ATS erhöht worden sind. Nun, das war Ursula Pasterk. Die hat zweifellos sehr viel bewegt und sehr viel Positives hinterlassen.
Salcher äußerte in der gleichen Sitzung:
Ursula Pasterk hat das Kulturressort als linkes Ideologieressort verstanden und geführt.
2013 wurde sie in der Wiener Tageszeitung Der Standard als sozialdemokratischer Kulturpanzer und legendäre Stadträtin bezeichnet.

## Eigene Texte (Auswahl)
- Das Phänomen der Utopie im Denken Ernst Blochs: Zur kritischen Fundierung der menschlichen Hoffnung in einer "Ontologie des Noch-Nicht-Seins", phil. Diss., Wien 1969
- Aktuelle Aspekte in der Konkurrenz der Metropolen. – Wien auf dem Weg zu einer europäischen Kulturstadt, in: Österreichisches Jahrbuch für internationale Politik, Hrsg. Österreichische Gesellschaft für Außenpolitik und Internationale Beziehungen, Wien, und Österreichisches Institut für Internationale Politik, Wien. Wien 1990
- Die Schriftsteller und die Restauration (Rede zur Eröffnung des Symposions der Internationalen Erich-Fried-Gesellschaft), in: Alexander von Bormann: Die Schriftsteller und die Restauration, Häusser, Darmstadt 1991, ISBN 3-927902-58-6
- Wie steht der Politiker zur Meinungsforschung, in: Paul-Lazarsfeld-Gesellschaft für Sozialforschung, Kulturabteilung der Stadt Wien (Hrsg.): 60 Jahre nach Marienthal. Aufbruch in Osteuropa: Sozialforscher berichten, WUV-Universitätsverlag, Wien 1992, ISBN 3-85114-078-8
- Kulturpolitik ist kein Entweder-Oder, in: Michael Häupl (Hrsg.): ModellStadt – WeltStadt, Promedia, Wien 1997
- Die Kunst, Politik in der ersten Person zu machen. Unter Bruno Kreisky war vieles plötzlich möglich. / The Art of Conducting Politics in the First Person. Under Bruno Kreisky Many Things Suddenly Became Possible, in: Stiftung Bruno-Kreisky-Archiv (Hrsg.): Bruno Kreisky, Eigenverlag der Museen der Stadt Wien, Wien 1998 (= Sonderausstellung des Historischen Museums der Stadt Wien Nr. 240)
- Die Gunst der Stunde. Oder: Was aus einer Kultur des schlechten Gewissens alles zu machen wäre?, in: Steirische Kulturinitiative (Hrsg.): Schafft Kultur neue Arbeit? Symposionsvorträge und Gastbeiträge; (Analysen, Praxis, Perspektiven), Literas Universitätsverlag, Wien 2000

## Name
Der Name Pasterk ist kärntnerisch-slowenischen Ursprungs. Die Hälfte aller in Österreich im Telefonbuch eingetragenen Personen dieses Namens lebt im Kärntner Bezirk Völkermarkt, der direkt an Slowenien grenzt und in dem Slowenisch als Amtssprache anerkannt ist. Franc (1912 bis 1943) und Jurij Pasterk (1903 bis 1943) aus Lobnig waren Kärntner Partisanen im Kampf gegen das NS-Regime.

## Auszeichnungen
- 2016: Österreichisches Ehrenkreuz für Wissenschaft und Kunst I. Klasse[12]
- 2024: Großes Goldenes Ehrenzeichen für Verdienste um das Land Wien[13]